# 洛斯阿爾托斯國
洛斯阿爾托斯国（西班牙語：Estado de Los Altos，“洛斯阿爾托斯”意為「高地」）是中美洲联邦共和国的第六个成员国（1838年—1840年），并在1848年—1849年短暂独立。首都是克薩爾特南戈，而其地區含括現今危地马拉的西部，及墨西哥恰帕斯州的部分地區。
這個州的建立的緣起可追溯到瓜地馬拉市與克薩爾特南戈、與其他中美洲西部地區之政治分歧及緊張局勢的糾葛裡。且中美洲于1821年從西班牙獨立後不久時，新政府討論到洛斯阿爾托斯從危地馬拉分離的問題。1824年聯邦憲法議會通過了分離法案，不過在瓜地馬拉市仍有為數不少的反對聲音。
在1838年2月2日，官方宣佈了洛斯阿爾托斯的獨立。中美洲联合省政府也允許洛斯阿爾托斯作為聯邦的第六個州，且在當年6月5日開始讓洛斯阿爾托斯有了議會席次。洛斯阿爾托斯的旗幟修改自中美洲聯邦的旗幟，以玉璽圖案為中配以火山的圖案作為背景，前面加放格查爾鳥（一種象徵自由的當地鳥類）。這是第一面以格查爾鳥作為標誌的中美洲旗幟，並自1871年開始就作為危地馬拉的國旗。
隨著聯合省的崩潰，以及隨之而來的內戰，洛斯阿爾托斯脫離聯合省獨立。不過在1840年，大部份洛斯阿爾托斯的土地和克薩爾特南戈被拉斐尔·加雷拉的軍隊強制併入危地馬拉。1840年4月2日，拉斐尔·加雷拉發布一道命令，將洛斯阿爾托斯大部份被捕的政府官員槍決。而在另一方面，墨西哥利用了這不穩定的局勢吞併了現今位於恰帕斯州東部的中美洲地區。
在1844年、1848年和1849年，在這三年裡反對獨裁者伽雷拉政權之起義曾短暫的宣告洛斯阿爾托斯獨立，不過均告失敗。
該地區迄今為止還是很獨特的，且「洛斯阿爾托斯」這名稱仍就是危地馬拉克薩爾特南戈周圍地域的別名。同樣地，原來本州地區屬於墨西哥地域部分則被稱為“恰帕斯州的洛斯阿爾托斯”。